# Вениамин (Муратовский)
Вениами́н (в миру Василий Антонович Муратовский; 18 [30] апреля 1856, село Русское Бурнашево, Свияжский уезд, Казанская губерния — 6 мая 1930, Московская область) — епископ Православной российской церкви; архиепископ Рязанский и Зарайский (1920—1923); впоследствии обновленческий митрополит Московский и Коломенский (с 1927 года).

## Биография
Родился 18 апреля 1856 года в семье священника Антония Семеновича Муратовского. Предположительно, племянник архиепископа Мартиниана (Михаила Семеновича Муратовского).
В 1871 году окончил Казанское духовное училище, в 1877 году Казанскую духовную семинарию, надзиратель за учениками в Казанском духовном училище. После женитьбы 1 декабря 1877 года рукоположён во священника к казанскому храму Сошествия Святого Духа. С 1887 года настоятель Николо-Вешняковского храма, член Казанской духовной консистории.
Овдовев (на момент смерти жены имел четырёхлетнего сына), в 1892 году поступил по рекомендации архиепископа Палладия (Раева), занимавшего в 1882—1887 годах Казанскую кафедру, в Казанскую духовную академию, которую окончил в 1896 году со степенью кандидата богословия.
Как писал Анатолий Краснов-Левитин: «Еще в Казани завязывается своеобразная дружба трех вдовцов: архиепископа Палладия, профессора А. В. Вадковского (вскоре также принявшего монашество) и священника о. Василия Муратовского <…>. Впоследствии постоянно, и в проповедях, и в частных беседах <…> митрополит возвращался к этим друзьям своей молодости и всегда говорил о них в тоне самого глубокого уважения».
В 1896 году пострижен в монашество, возведён в сан архимандрита, назначен настоятелем Иоанно-Богословского Череменецкого монастыря Санкт-Петербургской епархии.
26 октября 1897 года хиротонисан во епископа Ямбургского, третьего викария Санкт-Петербургской епархии, хиротонию совершил митрополит Палладий (Раев) с сонмом архиереев, в числе которых был будущий патриарх Тихон. После смерти митрополита Палладия стал одним из близких сотрудников нового митрополита, Антония (Вадковского), которого очень уважал.
С 3 декабря 1898 года епископ Гдовский, второй викарий Санкт-Петербургской епархии. Пожизненный член Казанской духовной академии, председатель эстонского братства во имя сщмч. Исидора Юрьевского, заведующий Александро-Невским духовным училищем и Исидоровским епархиальным женским училищем.
С 10 июля 1901 года епископ Калужской и Боровский, председатель Калужского отдела Ииператорского православного палестинского общества. Создал в епархии экзаменационную комиссию для кандидатов для принятия священного сана, которые должны были пройти аттестацию по программе духовной семинарии, произнести проповедь в присутствии архиерея и провести урок Закона Божия.
Награждён панагией с драгоценными камнями (1900), орденами св. Анны I степени (1902), св. Владимира III (1900) и II (1907) степени. Член Синода (1905—1906).
С 31 декабря 1910 года епископ Симбирский и Сызранский.
1 мая 1915 года возведён в сан архиепископа.
Пуководитель ревизии Самарской епархии (1916), временно управляющий Пензенской епархией (1917).
В 1917—1918 годах член Всероссийского Поместного собора, участвовал в 1-2-й сессиях, член I, II, III, VII, VIII Отделов.
В сентябре 1918 года, перед взятием Симбирска Красной армией, покинул Симбирскую епархию и эвакуировался в Сибирь. В ноябре 1918 года был председателем Сибирского церковного совещания в Томске, участники которого поддержали Белое движение. В апреле 1919 года участник Омского съезда духовенства Сибири. Член Временного Высшего церковного управления (ВВЦУ) в Омске, активно содействовавшего деятельности Верховного правителя адмирала Александра Колчака.
В феврале 1920 года арестован органами советской власти в Новониколаевске, приговорён к расстрелу, но через несколько месяцев освобождён, согласившись сотрудничать с ЧК.
С 13 июля 1920 года архиепископ Рязанский и Зарайский.
В 1922 году присоединился к обновленческому движению. Анатолий Краснов-Левитин описывает это так: «Мягкий и уступчивый, владыка признал живоцерковное Высшее Церковное Управление».
Был почётным членом президиума обновленческого Собора 1923 года, хотя и не принимал непосредственного участия в его работе по болезни, но подписал решение о низложении Патриарха Тихона. В июле 1923 года принёс ему покаяние за пребывание в обновленческом расколе, но вскоре был арестован ОГПУ и экстренно увезён из Рязани в Москву. По свидетельству Краснова-Левитина, «Тучков имел с ним „дружеский“ разговор, после которого архиепископ был освобождён, вновь признал обновленчество». 26 июля 1923 года принимал участие в заседании обновленческого Синода.
С 6 сентября 1923 года обновленческий архиепископ Ярославский, в том же году был возведён в сан митрополита.
С 8 января 1924 года обновленческий митрополит Ленинградский.
1 февраля 1925 года возглавил депутацию от пленума Священного синода, принятую в Кремле председателем Совнаркома СССР Алексеем Рыковым.
С февраля 1925 года до своей кончины — председатель обновленческого Священного синода, номинальный лидер обновленческого движения в этот период.
Формально руководя Синодом, он уступил реальную власть молодому митрополиту Александру Введенскому, который, в свою очередь, нуждался в респектабельном «дореволюционном» архиерее для повышения легитимности обновленческого движения. С точки зрения Анатолия Краснова-Левитина, к моменту избрания председателем обновленческого Священного синода в 1925 митрополит Вениамин «постоянно … курсировал между Питером и Москвой, очень часто совершал торжественные богослужения в соборах. Ни для кого, однако, не было секретом, что никакого влияния он не имеет. К нему у церковных людей было смешанное чувство уважения и жалости. Первое впечатление — ожившая картина: окладистая, белая, как у деда Мороза, борода, белые, пушистые кудри до плеч, белая, с розоватым отливом, мантия, белый клобук».
С 9 сентября 1925 года обновленческий митрополит Северо-Западной области. Председательствовал на обновленческом Соборе 1925 года.
С 19 мая 1927 года обновленческий митрополит Московский и Коломенский.
1 ноября 1927 года было отпраздновано 30-летие его служения в епископском сане. По этому случаю обновленческая Московская богословская академия избрала его патроном академии.
Умер 6 мая 1930 года на своей даче под Москвой. Его, как первоиерарха обновленческой церкви, должны были отпевать в храме Христа Спасителя. Но в последний момент власти не разрешили торжественного отпевания, и его повезли отпевать на Ваганьковское кладбище, где он был похоронен. 9 мая Патриарх Константинопольский Фотий направил архимандриту Василию телеграмму: «Опечалены известием о смерти маститого митрополита Вениамина. Поручаем Вам выразить наше сожаление». В пасхальной поздравительной грамоте от 17 мая патриарх Фотий ещё раз отметил: «Глубоко огорчила нас кончина маститого Вашего Председателя Высокопреосвященнейшего митрополита Вениамина. Господь да упокоит его в селениях праведных». Свои чувства российским обновленцам засвидетельствовал и Католикос-Патриарх всея Грузии Христофор III, который сообщил, что его Синодом «память о почившем Владыке почтена была вставанием и пением почившему вечной памяти». «Искренне соболезнуя Св. Синоду Всероссийской Православной церкви в этой тяжелой утрате, — продолжал далее Христофор, — я вместе с Патриаршим Синодом выражаю радость в том, что Великий Пастыреначальник воздвиг достойного преемника приснопамятному почившему Владыке Вениамину в лице митрополита Виталия».
На могильном памятнике сперва был указан титул «митрополит», затем был заменён на «архиепископ», который он имел на момент уклонения в обновленчество.

## Характеристики личности
В работе юриста А. И. Кузнецова «Обновленческий раскол в Русской церкви» (опубликована в книге «„Обновленческий“ раскол (Материалы для церковно-исторической и канонической характеристики)». М., 2002) содержится такая его характеристика:

Митрополит Вениамин производил хорошее впечатление, служил отлично, в сочетании истовости, солидной простоты и величавости. Высокого роста, в меру полный, весь седой, с правильными чертами лица, с очень спокойной манерой и неторопливой походкой… Не отличался инициативностью, будучи ограниченным администратором, посредственным проповедником. Вообще, он принадлежал к числу скромных архиереев.

Палладий (Шерстенников) в 1929 году характеризовал обновленческого митрополита Вениамина, весьма произвольно трактуя его биографию:

Кто такой Вениамин? Это бывший архиепископ Симбирский, в революционное время бросивший свою паству и скитавшийся по городам, пока не пригласили его в свои ряды обновленческие попы, искавшие себе архиереев. Уже за то, что он паству бросил, он должен был быть отлучён от Церкви.

## Труды
- О деятельности английской миссии в Индии // Православный собеседник. — 1897, январь. — Ч. 1. — С. 17.
- Обращение к питомцам // Православный собеседник. 1915. № 1.
- Памяти замечательного сербского патриота // Симбирские епархиальные ведомости. 1916. № 7; 1917. № 6. С. 75-76.
- Возлюбленным о Господе чадам Правосл. Церкви Симбирского края: Послание. — Симбирск, 1917.
- Люди русские православные! (Листовка). Омск, 1919.
- Донесения (1910) // Дела и дни. 1920. Кн. 1. С. 276—302.
- Час настал // Церковное обновление. — 1923. — № 7 (20 марта). — С. 1.
- Как и почему я сделался обновленцем // Вестник Священного Синода Православной Российской Церкви. — 1927. — № 5-6. — С. 14-16.